# 大弗拉特 (阿肯色州)
大弗拉特（英語：Big Flat）是一個位於美國阿肯色州巴克斯特縣和瑟西縣的市鎮。根據2020年美國人口普查，該地人口為88人，而該地的面積約為2.78平方千米。

## 地理
大弗拉特的座標為36°00′10″N 92°24′34″W / 36.00278°N 92.40944°W，而該地的平均海拔高度為377米（即1237英尺）。